# NGC 5322
NGC 5322 ist eine elliptische Seyfertgalaxie vom Hubble-Typ E2 im Sternbild Großer Bär. Sie ist schätzungsweise 86 Millionen Lichtjahre von der Milchstraße entfernt und bildet zusammen mit NGC 5379 eine gravitationell gebundene Doppelgalaxie.
Das Objekt wurde am 19. März 1790 von Wilhelm Herschel mit einem 18,7-Zoll-Spiegelteleskop entdeckt, der sie dabei mit „vB, pL, iF, suddenly much brighter in the middle“ beschrieb.

## NGC 5322-Gruppe (LGG 360)
| Galaxie   | Alternativname | Entfernung / Mio. Lj |
| --------- | -------------- | -------------------- |
| NGC 5322  | PGC 49044      | 85                   |
| NGC 5308  | PGC 48860      | 95                   |
| NGC 5342  | PGC 49192      | 103                  |
| NGC 5372  | PGC 49451      | 82                   |
| NGC 5376  | PGC 49489      | 99                   |
| NGC 5379  | PGC 49508      | 85                   |
| NGC 5389  | PGC 49548      | 88                   |
| PGC 48534 | UGC 8684       | 104                  |
| PGC 48823 | UGC 8714       | 97                   |
| PGC 48832 | UGC 8716       | 109                  |